# 阿南一成
阿南 一成（あなん いっせい、1937年〈昭和12年〉7月18日 - ）は、日本の官僚、政治家、実業家。
大分県竹田市出身。かつて中国管区警察局長や参議院議員、清和大学法学部教授。ZENTA株式会社保安顧問、 アルゼ株式会社（現ユニバーサルエンターテインメント）代表取締役社長などを歴任した。
2019年まで全国道路標識・標示業協会顧問。

## 年譜
- 大分県立竹田高等学校卒業
- 1962年（昭和37年）3月 東京大学教育学部教育行政学科卒業[1]
- 1962年（昭和37年）4月 文部省入省[1]
- 1963年（昭和38年）4月 警察庁入庁[1]
- 1971年（昭和46年）8月 警視庁本富士警察署長[1]
- 1981年（昭和56年）8月21日 総理府青少年対策本部参事官[1]
- 1983年（昭和58年）8月22日 警察大学校交通教養部長兼教授
- 1985年（昭和60年）9月13日 警察庁交通局交通指導課長
- 1986年（昭和61年）8月18日 滋賀県警察本部長[1]
- 1988年（昭和63年）1月29日 九州管区警察局総務部長
- 1990年（平成2年）3月2日 関東管区警察局保安部長
- 1991年（平成3年）1月11日 関東管区警察局総務部長
- 1991年（平成3年）11月15日 中国管区警察局長[1]
- 1992年（平成4年）11月11日 退官
- 1992年（平成4年）12月 財団法人道路施設協会監事[1]
- 1998年（平成10年）7月 参議院議員選挙初当選（比例代表）[1]
- 2002年（平成14年）10月4日 内閣府大臣政務官（防災、男女共同参画、青少年健全育成、栄典及び国際平和協力業務の担当[8][1]）
- 2004年（平成16年）8月 アルゼ株式会社顧問
- 2004年（平成16年）9月 アルゼ株式会社代表取締役社長
- 2006年（平成18年）1月 耐震偽装問題との関わりを指摘され[9]アルゼ株式会社社長退任し特別顧問
- 2007年（平成19年）11月3日、秋の叙勲で旭日中綬章を受章する[10]